# Ron Geesin
Ronald „Ron“ Geesin (* 17. prosince 1943 Stevenston, Ayrshire, Skotsko, Spojené království) je skotský hudebník a skladatel.
V roce 1970 spolupracoval s rockovou skupinou Pink Floyd, které pomohl dokončit téměř 24 minut dlouhou skladbu „Atom Heart Mother“, jež týž rok byla vydána na stejnojmenném albu. Tuto skladbu částečně napsal a vytvořil její orchestrální aranžmá.
Roku 1970 také spolupracoval s baskytaristou skupiny Pink Floyd Rogerem Watersem na soundtracku k lékařskému dokumentu s názvem Music from The Body.
Od roku 1967 vydává vlastní sólová alba.

## Sólová diskografie
- A Raise of Eyebrows (1967)
- Music from The Body (1970; s Rogerem Watersem)
- Electrosound (1972)
- As He Stands (1973)
- Electrosound (Volume 2) (1975)
- Patruns (1975)
- Atmospheres (1977)
- Right Through (1977)
- Magnificent Machines (1988)
- Funny Frown (1991)
- Bluefuse (1993)
- Hystery (1994) (kompilace)
- Land of Mist (1995)
- Right Through and Beyond (2003) (album Right Through s přidanými skladbami)